# Manguito
Alberto Gonçalves, mais conhecido como Manguito (Rio de Janeiro, 28 de agosto de 1953 — Rio de Janeiro, 16 de dezembro de 2012) foi um futebolista brasileiro que atuou como zagueiro.

## Carreira
Jogou no Pavunense FC, CSA e Grêmio Maringá, antes de se tornar jogador do Flamengo.
Esteve presente nas conquistas do Campeonato Brasileiro de 1980 e na Taça Libertadores da América de 1981.
Disputou 114 partidas pelo Flamengo, entre 1978 e 1981, tendo marcado somente um gol.
Foi técnico do Deportivo La Coruña Brasil Futebol Clube da terceira divisão do Rio de Janeiro.
Atuou como técnico da escolinha de futebol do Pavunense FC.

## Morte
Morador do bairro da Pavuna, em 16 de dezembro de 2012, durante um evento na Lapa, no centro do Rio de Janeiro, passou mal e sofreu um infarto fulminante. Ele ainda estava em tratamento de recuperação de uma isquemia sofrida meses antes.
| “ | Triste a morte do querido Manguito. Um amigo que se vai. Muitas histórias. Ele me chamava de papai. Descanse em paz! | ” |

## Títulos
Flamengo
- Campeonato Carioca: 1979, 1979 (especial), 1981
- Taça Guanabara: 1979, 1980, 1981
- Campeonato Brasileiro: 1980
- Taça Libertadores da América: 1981